# Judith Stamm

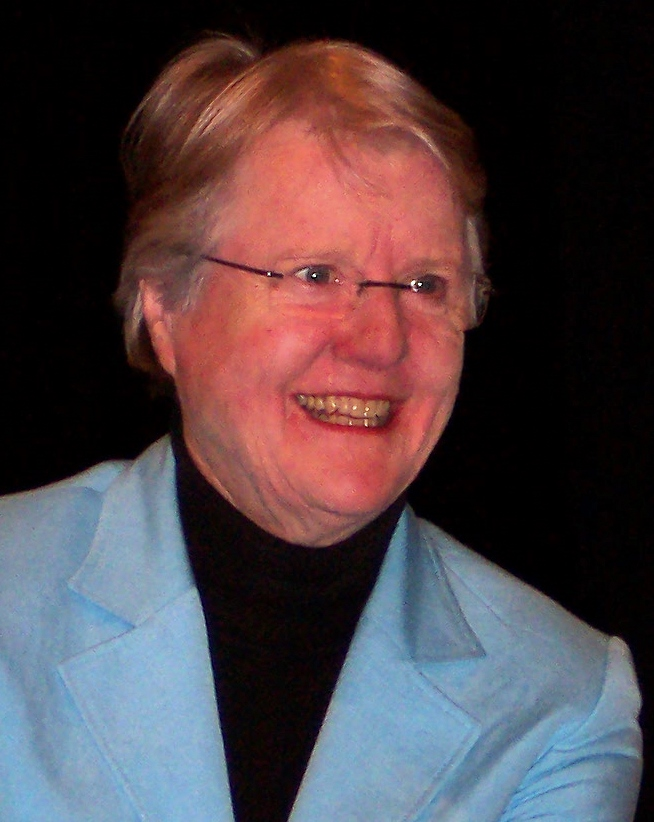
Judith Stamm (2009)

Judith Stamm (* 25. Februar 1934 in Schaffhausen; † 20. Juli 2022 in Luzern; heimatberechtigt in Schleitheim und Zürich) war eine Schweizer Juristin und Politikerin (CVP). 1996/97 war sie  Nationalratspräsidentin.

## Leben und Beruf
Judith Stamm wuchs im Zürcher Stadtteil Wipkingen auf. Nach der Matura am Mädchengymnasium studierte sie Rechtswissenschaften an der Universität Zürich und schloss 1959 mit dem Lizenziat ab. 1967 promovierte sie mit der Dissertation «Das sexuell geschädigte Kind in der Strafuntersuchung». Als erste Polizeiassistentin der Kriminalpolizei (Kripo) des Kantons Luzern führte sie schwierige, viel Einfühlungsvermögen verlangende Befragungen von Frauen und Kindern durch, die oft traumatisierte Opfer von Gewaltverbrechen waren. Sie unterrichtete an der Polizeianwärterschule und reorganisierte das Beschwerdewesen. Später übernahm sie auch eine neu erschaffene Stelle als Pressesprecherin der Kriminalpolizei Luzern. Stamm wurde zur Polizeioffizierin ernannt. Ab 1981 war sie als Jugendanwältin bei der Staatsanwaltschaft des Kantons Luzern tätig.
Stamm war ledig und wohnte in Luzern. Dort starb sie im Juli 2022 im Alter von 88 Jahren.

## Politik

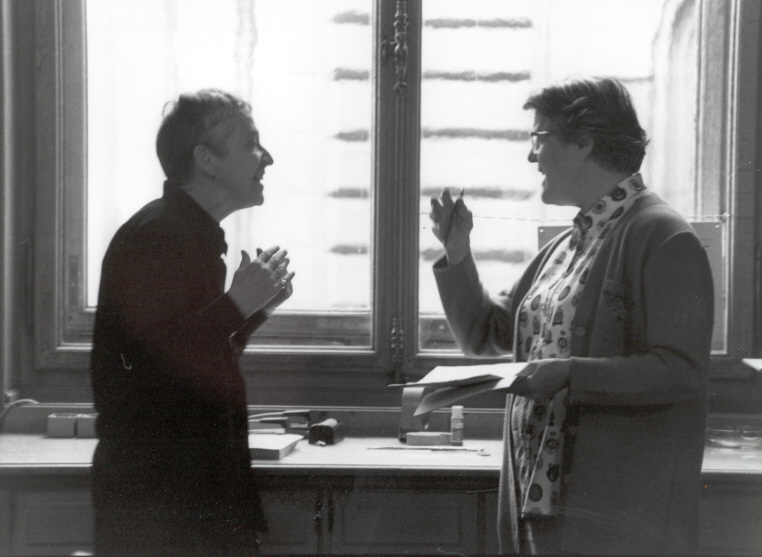
Judith Stamm (rechts) diskutiert mit Ursula Bäumlin (Foto: 1995)

Nach der Einführung des Frauenstimmrechtes im Kanton Luzern (1970) wurde Judith Stamm als eine der ersten Frauen in den Grossen Rat (heute Kantonsrat) gewählt. Sie vertrat dort von 1971 bis 1984 die CVP. 1983 wurde sie in den Nationalrat gewählt. 1986 reichte sie dort eine Motion für die Durchsetzung des Gleichstellungsartikels der Bundesverfassung ein, deren Resultat 1988 die Schaffung des «Eidgenössischen Büros für die Gleichstellung von Mann und Frau» (siehe EDI-Bereiche) war. Ein Jahr später wählte der Bundesrat Stamm zur Präsidentin der «Eidgenössischen Kommission für Frauenfragen», eines Beratungsorgans der Landesregierung.
Als ihre Partei 1986 anstelle der zurückgetretenen Bundesräte Kurt Furgler und Alphons Egli zwei neue Bundesratskandidaten vorschlagen konnte, nominierte die Luzerner Kantonalpartei Judith Stamm. Sie hielt an ihrer Kandidatur auch danach fest, als Flavio Cotti und Arnold Koller zu offiziellen CVP-Bundesratskandidaten ernannt wurden, obwohl sie mit ihrer eigenen Nichtwahl rechnete. «Ich weiss, dass ich mit meiner Hartnäckigkeit vielen Frauen Mut gemacht habe, sich zu stellen, nicht vor jeder Schwierigkeit zurückzuzucken», sagte sie damals dazu. Ihre konsequente Haltung wurde auch in ihrer Partei und Parlamentsfraktion geschätzt, die Stamm zehn Jahre später zur Nationalratspräsidentin vorgeschlagen haben. So amtete sie 1996/97 als höchste Schweizerin. Sie gehörte bis Ende 1999 dem Nationalrat an.
Judith Stamm war von 1998 bis 2007 Präsidentin des Organisationskomitees für die Bundesfeier auf der Rütliwiese, sowie Präsidentin der Schweizerischen Gemeinnützigen Gesellschaft (SGG). Als SGG-Präsidentin engagierte sie sich u. a. stark für eine bessere gesellschaftliche Wertschätzung der Freiwilligenarbeit. 2002 wurde sie mit der Ehrennadel der Stadt Luzern für ihre Verdienste um das Wohl der Stadt ausgezeichnet.